# 岡本登 (官僚)
岡本登（おかもと のぼる）は日本の財務官僚。中国財務局長。

## 来歴
京都府出身。東京大学経済学部卒業。1989年 大蔵省入省（関税局国際第一課）。1990年7月 関税局国際機関。1994年7月 米沢税務署長。
2011年8月 大阪大学大学院法学研究科附属法政実務連携センター長。2013年7月1日 財務省理財局国有財産調整課長。2014年7月9日 内閣府沖縄振興局総務課長。2016年6月22日 東京税関総務部長。
2017年7月11日 預金保険機構検査部長。2018年6月26日 東日本高速道路監査役。2020年6月26日 大臣官房付。同年7月19日 地方公共団体金融機構理事。2024年4月1日、中国財務局長。前任の局長が離任して以来、約4か月空席となっていた。2025年7月1日、財政経済特別研究官兼財務総合政策研究所特別研究官。

## 略歴
- 1989年4月：大蔵省入省（関税局国際第一課）[2][1]。
- 1990年7月：関税局国際機関課[2]。
- 1991年4月：大臣官房調査企画課 兼 財政金融研究所研究部。
- 1991年7月：大臣官房調査企画課 兼 財政金融研究所研究部 兼 広島国税局調査査察部統括国税調査官（調査第一部門担当）付国税調査官。
- 1991年12月：大臣官房調査企画課 兼 財政金融研究所研究部。
- 1992年7月：銀行局特別金融課特別銀行係長。
- 1994年7月：米沢税務署長。
- 1995年7月：大臣官房付。
- 1995年9月：外務省研修所。
- 1996年2月：大臣官房文書課。
- 1996年5月：外務省在ベルリン総領事館副領事。
- 1996年7月：外務省在ベルリン総領事館領事。
- 1999年7月：大臣官房調査企画課長補佐。
- 2000年4月：大臣官房総合政策課長補佐。
- 2001年1月6日：財務省大臣官房総合政策課長補佐。
- 2001年7月：主税局調査課長補佐。
- 2002年7月：主税局税制第一課長補佐。
- 2003年10月：内閣官房行政改革推進事務局行政委託型公益法人等改革推進室企画官。
- 2005年7月：大臣官房政策金融課長補佐。
- 2006年7月：大臣官房企画官 兼 内閣官房行政改革推進室員。
- 2007年7月：大臣官房企画官 兼 大臣官房地方課。
- 2008年7月：東京国税局調査第一部長。
- 2010年7月：主税局総務課主税企画官 兼 主税局税制第一課 兼 主税局税制第三課。
- 2011年7月：大臣官房企画官 兼 大臣官房信用機構課。
- 2011年8月：大阪大学大学院法学研究科附属法政実務連携センター長[2]。
- 2013年7月1日：理財局国有財産調整課長。
- 2014年7月9日：内閣府沖縄振興局総務課長。
- 2016年6月22日：東京税関総務部長。
- 2017年7月11日：預金保険機構検査部長。
- 2018年6月26日：東日本高速道路監査役。
- 2020年6月26日：大臣官房付。
- 2020年7月19日：地方公共団体金融機構理事。
- 2024年4月1日：中国財務局長[3]。
- 2025年7月1日：財政経済特別研究官兼財務総合政策研究所特別研究官[4]